# 西藏人權與民主中心
西藏人權與民主中心（英語：Tibetan Centre for Human Rights and Democracy，縮寫為），是一個致力于西藏人權與民主化運動的機構。於1966年，由流亡在海外的藏人在印度所組成，總部在達蘭薩拉，是西藏第一個以推動人權為目的的非政府組織。
該機構因為中華人民共和國政府而無法參加聯合國組織的地球高峰會。

## 外部連結
- 西藏人權與民主中心官方首頁 （页面存档备份，存于）